# Cryptolestes punctatus
Cryptolestes punctatus är en skalbaggsart som först beskrevs av Leconte 1854.  Cryptolestes punctatus ingår i släktet Cryptolestes och familjen ritsplattbaggar. Inga underarter finns listade i Catalogue of Life.